# Abelisierung
Die Abelisierung (auch Abelianisierung oder Faktorkommutatorgruppe) ist eine Konstruktion aus dem mathematischen Teilgebiet der Gruppentheorie. Die Abelisierung einer Gruppe ist in gewisser Hinsicht die beste Approximation durch eine abelsche Gruppe.

## Definition
Die Faktorgruppe
{\displaystyle G^{\mathrm {ab} }=G/K(G)}
einer Gruppe {\displaystyle G} nach ihrer Kommutatoruntergruppe {\displaystyle K(G)} wird Abelisierung von {\displaystyle G} genannt. Der Begriff Abelisierung wird ebenfalls für die kanonische Surjektion
{\displaystyle G\to G^{\mathrm {ab} }}
verwendet.

## Eigenschaften
- Die Abelisierung ist eine abelsche Gruppe; die Abelisierung einer abelschen Gruppe ist die Gruppe selbst.
- Ist {\displaystyle G_{1}\to G_{2}} ein Gruppenhomomorphismus, so induziert die Verkettung {\displaystyle G_{1}\to G_{2}\to G_{2}^{\mathrm {ab} }} einen kanonischen Homomorphismus {\displaystyle G_{1}^{\mathrm {ab} }\to G_{2}^{\mathrm {ab} }}; die Abelisierung ist funktoriell.
- Die Abelisierung ist linksadjungiert zum Vergissfunktor von der Kategorie der abelschen Gruppen in die Kategorie aller Gruppen, d. h. ist {\displaystyle G} eine beliebige Gruppe und {\displaystyle A} eine abelsche Gruppe, so induziert die kanonische Abbildung {\displaystyle G\to G^{\mathrm {ab} }} eine Bijektion

{\displaystyle \operatorname {Hom} (G^{\mathrm {ab} },A)\cong \operatorname {Hom} (G,A).}
Anders gesagt: Jeder Homomorphismus in eine abelsche Gruppe faktorisiert über die Abelisierung.
- Insbesondere haben {\displaystyle G} und {\displaystyle G^{\mathrm {ab} }} dieselben Charaktere.
- Die Abelisierung einer Gruppe {\displaystyle G} ist kanonisch dual zur Gruppenkohomologie

{\displaystyle H^{2}(G,\mathbb {Z} )\cong H^{1}(G,\mathbb {Q} /\mathbb {Z} )\cong \operatorname {Hom} (G,\mathbb {Q} /\mathbb {Z} ).}

## Beispiele
- Ist eine einfache Gruppe nicht abelsch, so ist ihre Abelisierung die triviale Gruppe.
- Für einen wohlpunktierten wegzusammenhängenden topologischen Raum {\displaystyle X} ist die erste Homologiegruppe {\displaystyle H_{1}(X,\mathbb {Z} )} die Abelisierung der Fundamentalgruppe.[1]
- Die Klassenkörpertheorie beschäftigt sich mit der Beschreibung der Abelisierung der absoluten Galoisgruppe {\displaystyle \mathrm {Gal} ({\bar {K}}/K)} eines Zahlkörpers {\displaystyle K}.

## Verlagerung
Ist {\displaystyle H} eine Untergruppe einer endlichen Gruppe {\displaystyle G}, so gibt es einen kanonischen Homomorphismus
{\displaystyle \operatorname {Ver} \colon G^{\mathrm {ab} }\to H^{\mathrm {ab} },}
der Verlagerung genannt wird. Sie ist dual zur Korestriktion
{\displaystyle \operatorname {cor} \colon H^{2}(H,\mathbb {Z} )\to H^{2}(G,\mathbb {Z} ),}
lässt sich aber auch explizit beschreiben: Es sei {\displaystyle s\colon H\backslash G\to G} ein Schnitt der kanonischen Projektion (kein Homomorphismus, lediglich eine Abbildung). Dann ist die Verlagerung gegeben durch
{\displaystyle \operatorname {Ver} (gK(G))=\prod _{c\in H\backslash G}s(c)gs(cg)^{-1}K(H)\qquad (g\in G).}